# Chikkasavi, Sorab
Chikkasavi là một làng thuộc tehsil Sorab, huyện Shimoga, bang Karnataka, Ấn Độ.